# Alpes de Plessur
Os Alpes de Plessur (em alemão:  Plessur-Alpen) é um maciço montanhoso que se encontra no cantão dos Grisões na Suíça. O ponto mais alto é o  Aroser Rothorn com 2.980 m.
O nome destes alpes provêm do rio Plessur  que corre neste cantão.

## Localização
Os Alpes de Plessur têm da mesma secção alpina a Norte a Cordilheira de Ratikon, a Sudeste os  Alpes de Albula, e a Sul os  Alpes de Platta.
De outras secções tem a Nordeste os Alpes Glaroneses dos Alpes Ocidentais-Norte e dos quais está separado pelo rio Reno.

## SOIUSA
A Subdivisão Orográfica Internacional Unificada do Sistema Alpino (SOIUSA) dividiu os Alpes em duas grandes Partes: Alpes Ocidentais e Alpes Orientais, separados pela linha formada pelo  Rio Reno - Passo de Spluga - Lago de Como - Lago de Lecco.
Os  Alpes de Platta, Alpes de Albula, Alpes de Bernina, Alpes de Livigno, Alpes de Val Mustair, Alpes de Silvretta, de Samnau e de Verwal, Alpes de Plessur, e a Cordilheira de Ratikon formam os Alpes Réticos ocidentais.

### Classificação  SOIUSA
Segundo a SOIUSA este acidente geográfico é uma Sub-secção alpina com as seguintes características:
- Parte = Alpes Orientais
- Grande sector alpino = Alpes Orientais-Centro
- Secção alpina = Alpes Réticos ocidentais
- Sub-secção alpina =  Alpes de Plessur
- Código = II/A-15.VII

## Imagens

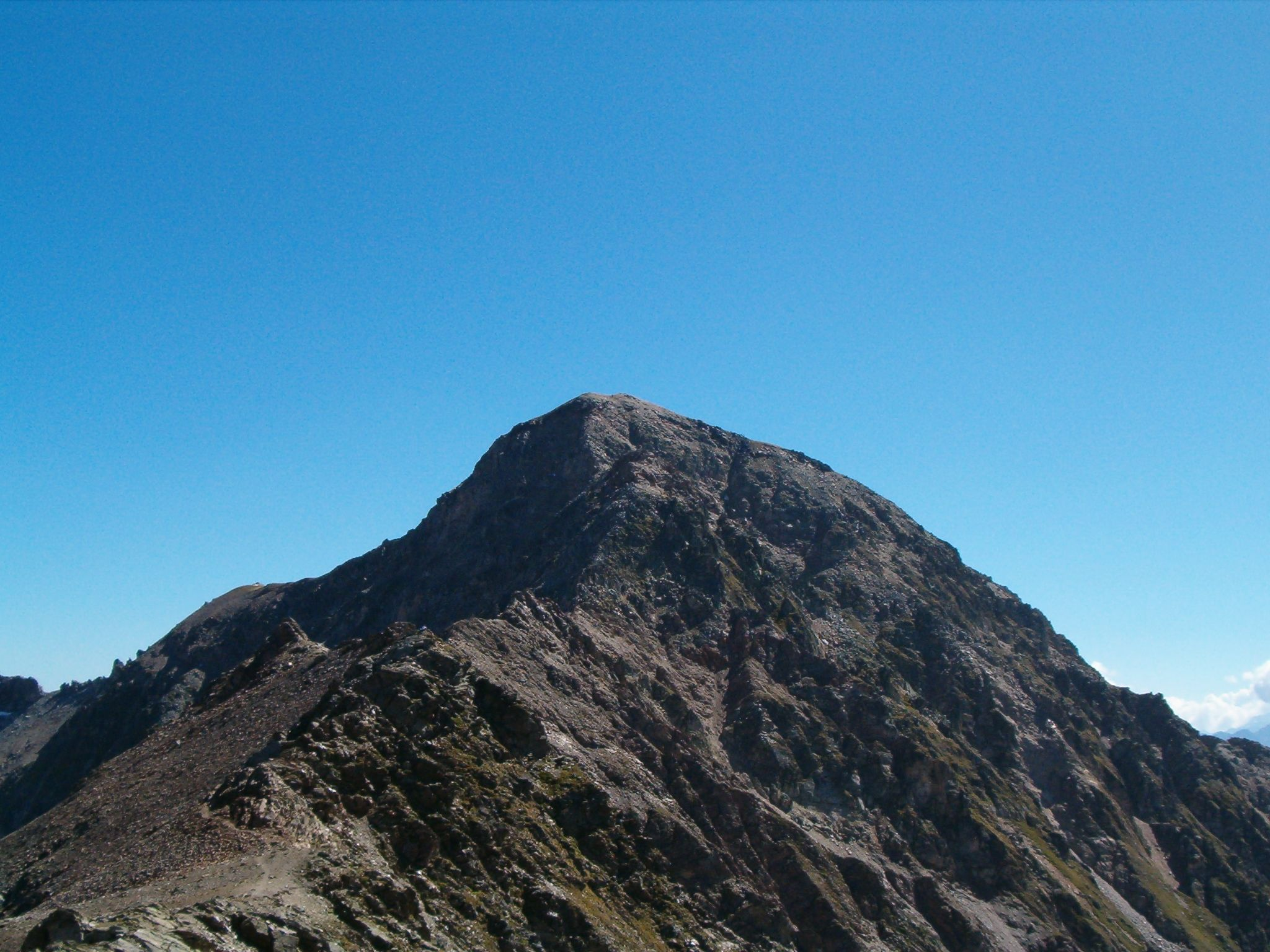
O  Rothorn visto de Noroeste